# Gustaf Halldén
Johannes Gustaf Leonard Halldén, född den 27 februari 1882 i Stockholm, död där den 23 augusti 1966, var en svensk sjömilitär. 
Halldén avlade studentexamen i Stockholm 1902. Han blev marinunderintent 1907, marinintendent av andra graden 1911 och av första graden 1917, var stabsintendent vid Kustflottan 1920–1926 samt blev förste marinintendent 1926 och chefsintentendent 1933. Halldén befordrades till kommendörkapten av första graden vid marinintendenturkåren 1937 och till kommendör i marinen med placering i kårens reserv 1943. Han invaldes som ledamot av Örlogsmannasällskapet 1926. Halldén blev riddare av Vasaorden 1924 och av Nordstjärneorden 1931; han var dessutom riddare av Italienska kronorden. Han vilar på Galärvarvskyrkogården.